# Доктер, Мэри
Мэри Энджела Доктер (англ. Mary Angela Docter; род. 11 февраля 1961 года в гор. Мадисон, штат Висконсин) — американская конькобежка. Участвовала на зимних Олимпийских играх 1980, 1984, 1988 и 1992 годов, чемпионка США в классическом многоборье и 4-кратная призёр чемпионата США.

## Биография
Мэри Доктер вместе с младшей сестрой Сарой начали кататься на коньках в раннем возрасте в Мадисоне на заднем дворе. Сара стала на коньки в полтора года, а Мэри в 4 года. Они подавали больше надежд, чем другие дети Доктера, поэтому, когда им было восемь и пять лет соответственно, отец обустроил небольшую овальную дорожку на озере Мендота за домом для местного клуба конькобежцев. Рядом с ними жили бабушка и дедушка Хайдены и иногда Эрик и Бет, которым тогда было 11 и 10 лет, приходили покататься с Доктерами.
В 1973 году сёстры тренировались с Дайаной Холум, тогда тренером сборной США. Обе были лучшими в стране, Сара первая, Мэри вторая в многоборье. Мэри  начала свою спортивную карьеру в возрасте 13 лет и в 1978 году стала участвовать в национальном чемпионате США и уже на следующий год участвовала на чемпионате мира в классическом многоборье в Гааге, где заняла 15-е место. Кроме всего прочего в старших классах школы Мэри играла в теннис и занималась легкой атлетикой.
В 1980 году Доктер впервые выиграла бронзу в забеге на 3000 м на чемпионате США и участвовала на зимних Олимпийских играх в Лейк-Плэсиде, где заняла 6 место на дистанции 3000 метров и 12-е на 1500 м. Тогда же участвовала на чемпионате мира среди юниоров и стала 4-й в многоборье. В 1981 году она стала третьей на чемпионате США в спринте и на чемпионате мира в классическом многоборье в Квебеке поднялась на 12-е место. Через год вновь стала 12-й на чемпионате мира в Инцелле. В том же году стала серебряным призёром в многоборье на чемпионате США.
В 1983 году Мэри выиграла впервые чемпионат США в сумме многоборья, но на чемпионате мира в Хемнице была дисквалифицирована на трёх дистанциях. В январе 1984 года она успешно прошла отбор на олимпиаду, заняла 10-е место в многоборье на чемпионате мира в Девентере и отправилась на свои вторые зимние Олимпийские игры в Сараево. Там вновь заняла 6-е место в забеге на 3000 м, 14-е на 1500 м и 24-е на 1000 м. После неудачного выступления на играх она решила прекратить соревноваться и в течение трёх лет тренировала молодежную команду в Мадисоне, а также работала в ресторане.
Она вернулась к тренировкам в декабре 1987 года и выиграла олимпийский отбор на дистанциях 3000 м и 5000 м. В феврале 1988 года на зимних Олимпийских играх в Калгари Мэри финишировала 11-й на дистанции 5000 м и 19-й на 3000 м. В 1989 году на чемпионате мира в Лейк-Плэсиде она заняла высокое 4-е место в сумме многоборья, но так и не попала на подиум. В марте на чемпионате мира в спринтерском многоборье заняла 26-е место. В январе 1990 года на чемпионате США финишировала на 2-м месте в многоборье. В декабре 1991 года Мэри прошла олимпийский отбор на дистанциях 1500, 3000 и 5000 метров и поехала на четвёртую олимпиаду.
На зимних Олимпийских играх в Альбервилле она стала 15-й в забеге на 1500 м, 14-й на 3000 м и 17-й на 5000 м. После игр на чемпионате мира в Херенвене заняла 11-е место в сумме многоборья. В марте 1992 года она завершила карьеру спортсменки.

### Наркотическая зависимость
После того, как Доктер в 1992 году прошла квалификацию в составе сборной на трёх дистанциях - 1500, 3000 и 5000 метров - она впервые публично рассказала о десятилетии наркотической зависимости. Марихуана была её любимым наркотиком, а также употребляла спиртные напитки в больших количествах, нюхала кокаин, курила крэк и, иногда, участвовала в соревнованиях под воздействием того или иного вещества. Она курила марихуану перед занятиями, перед экзаменами, перед тренировкой, после тренировки и была серьёзной наркоманкой. В 1988 году на Олимпийских играх в Калгари Доктер прошла квалификацию на дистанциях 3000 и 5000 метров, но совсем не думала о возможном завоевании медалей в первый раз и собиралась туда, как на вечеринку. Это продолжалось несколько лет, пока она пыталась наладить свою жизнь. Её пристрастие к марихуане обошлось ей в тысячи долларов, поскольку раз в две недели она покупала примерно по 60 долларов. Ни одна организация не знала о её зависимости: она хорошо скрывала это и прошла все тесты на наркотики. После неудачного результата на тестировании в Университете Висконсина весной 1990 года она сказала подруге, чтобы та нашла ей психотерапевта. 18 марта 1990 года Мэри попала в реабилитационный центр Фонд Хейзельдена в Миннеаполисе и пробыла там месяц. После переехала в дом престарелых "Клуб Fellowship" в Сент-Поле. В июле 1990 года она покинула это место совсем другим человеком.

## Личная жизнь и семья
Мэри Доктер закончила Висконсинский университет в Мадисоне на ассистента врача. Её сестра Сара Доктер также занималась шорт-треком и конькобежным спортом и была чемпионом мира и неоднократным призёром. Их отец Том Доктер был юристом, а также владелец-менеджер мотеля, и мама Бетси. Менее чем за шесть лет у них родилось пятеро детей.